# Amaris
Amaris este un grup internațional de consiliere în tehnologie și management fondat în 2007 cu sediul principal la Geneva, Elveția, cu peste 3650 angajați la nivel global în 2017. Grupul este prezent pe plan internațional în 50 de țări și deține peste 65 de sucursale. Compania este constituită din consultanți, consilieri în strategie și externalizare de servicii. Activitatea Amaris se basează pe următoarele 5 domenii de expertiză: afaceri și management, sisteme și tehnologii în informații, inginerie și înaltă tehnologie, telecomunicații, biotehnologie și farmaceutică..
În 2015 Amaris este listat de către revista Challenges  și revista "Le Figaro" ca fiind unul dintre cele mai puternice grupuri de recrutare la nivel național. În 2016, grupul se află în top 100 "Export Champions", clasament realizat de revista Expansion.

## Istorie
Amaris a fost fondat în 2007.La origine, Amaris propunea consiliere organizațională în sectorul bancar. În 9 ani societatea s-a dezvoltat foarte mult formând o solidă rețea internațională.
În 2012 Amaris operează o performanță strategică cumpărând Thales Information System Austria. Acestă achiziție i-a permis să-și extindă perimetrul la 27 de țări și să pătrundă pe piața de cloud computing. Qloudwise, platforma de servicii cloud a Amaris, a fost lansată în martie 2012 în Austria. În același an, societatea pune accent pe refacerea imaginii sale de marcă pentru a-și reafirma valorile.
.
În 2013, multinaționala americană Cisco îi acordă grupului Amaris titulatura de "Managed Advanced Partner" cu specializara "Infrastructure as a Service". În cursul aceluiași an Amaris a făcut o nouă achiziție: filiala italiană Thales SAP, achiziția fiind anuntațā la începutului anului 2014. Achiziția Thales SAP întărește grupului expertiza și competența sa în ceea ce privește acest sector. În noiembrie 2014, Olivier Brourhant, co-fondator al grupului, a făcut parte din delegația franceză a directorilor de companii care au fost alături de președintele Franței în vizita sa oficială în Canada .
| Evoluția numărului de angajați Amaris | Evoluția numărului de angajați Amaris | Evoluția numărului de angajați Amaris | Evoluția numărului de angajați Amaris | Evoluția numărului de angajați Amaris | Evoluția numărului de angajați Amaris | Evoluția numărului de angajați Amaris | Evoluția numărului de angajați Amaris | Evoluția numărului de angajați Amaris | Evoluția numărului de angajați Amaris | Evoluția numărului de angajați Amaris |
| 2007                                  | 2008                                  | 2009                                  | 2010                                  | 2011                                  | 2012                                  | 2013                                  | 2014                                  | 2015                                  | 2016                                  | 2017                                  |
| ------------------------------------- | ------------------------------------- | ------------------------------------- | ------------------------------------- | ------------------------------------- | ------------------------------------- | ------------------------------------- | ------------------------------------- | ------------------------------------- | ------------------------------------- | ------------------------------------- |
| 20                                    | 100                                   | 200                                   | 400                                   | 640                                   | 920 (dintre care 170 în Franța)       | 1120                                  | 1510                                  | 2050                                  | 2650                                  | 3650                                  |

| Cifră de afaceri (în K€) | Cifră de afaceri (în K€) | Cifră de afaceri (în K€) | Cifră de afaceri (în K€) | Cifră de afaceri (în K€) | Cifră de afaceri (în K€) | Cifră de afaceri (în K€) | Cifră de afaceri (în K€) | Cifră de afaceri (în K€) | Cifră de afaceri (în K€) | Cifră de afaceri (în K€) |
| 2007                     | 2008                     | 2009                     | 2010                     | 2011                     | 2012                     | 2013                     | 2014                     | 2015                     | 2016                     | 2017                     |
| ------------------------ | ------------------------ | ------------------------ | ------------------------ | ------------------------ | ------------------------ | ------------------------ | ------------------------ | ------------------------ | ------------------------ | ------------------------ |
| 720                      | 6 470                    | 10 670                   | 16 830                   | 30 820                   | 49 961                   | 55 000                   | 78 000                   | 105 000                  | 140 000                  | 180 000                  |

## Preferințe
1. 1 2 3  „Junior ESSEC conseil - Partenaires” (în Franceza). Junior ESSEC conseil. Arhivat din original la 2 septembrie 2016. Accesat în 20 septembrie 2016.
2. ↑  „Tech consulting player Amaris to create 40 new jobs in Dublin”. Silicon Republic (în engleză). 3 iulie 2014. Accesat în 4 mai 2015.
3. ↑  „Olivier Delattre nominé DSI de l'année par IT for business” (în France). Arhivat din original la 4 februarie 2015. Accesat în 4 februarie 2015.
4. ↑  „Biotechgate”. Arhivat din original la 18 mai 2015. Accesat în 4 mai 2015.
5. ↑  Sarah Stack (23 iunie 2014). „Up to 40 jobs created at consultancy Amaris” (în engleză). Accesat în 4 mai 2015. Parametru necunoscut |ț work= ignorat (ajutor)
6. ↑  „Les meilleurs recruteurs en 2015”. Challenges (Printed) (în French). 8 ianuarie 2015. p. page 61-62.
7. ↑  „Palmarès des Entreprises qui Recrutent”. Le Figaro (Printed) (în French). 17 noiembrie 2015.
8. ↑  „Les 100 premières PME et ETI française sur les marchés etrangers”. Expasion (Printed) (în Franceza). iulie 2016.
9. 1 2 3  Houzelle Chantal (21 martie 2012). „Amaris joue la carte du conseil à l'international” (în Franceza). Les Echos.fr. Accesat în 20 septembrie 2016.
10. ↑  „Qloudwise von Amaris – die Austro-Cloud”. Computerwelt. 3 iulie 2012. Accesat în 23 aprilie 2015.
11. ↑  „Amaris ist zertifizierter Cisco Cloud Partner” (Press release) (în German). 9 octombrie 2013. Accesat în 12 mai 2015.
12. ↑  . „Amaris announces the acquisition of Thales SAP subsidiary in Italy” Verificați valoarea |url= (ajutor) (Press release) (în English). 8 ianuarie 2014. Accesat în 12 mai 2015.
13. ↑  „Amaris au Canada avec le Président de la République Française”. IRT Press (în French). 04.11.2014. Accesat în 26 august 2016. Verificați datele pentru: |date= (ajutor)
14. ↑  „Le 1000e employé Amaris” (în Franceza). L'Agefi. 2 august 2013. Arhivat din original la 13 septembrie 2016. Accesat în 20 septembrie 2016.

## legături externe
- Site-ul oficial al Amaris